# EN304

## Monção - Santa Marta de Penaguião
A EN 304 é uma estrada nacional que integra a rede nacional de estradas de Portugal.
Está dividida em três troços separados:
- Covide - Rossas:
  - ( https://goo.gl/maps/2AJB9FZMfzsbwXqg9)
- Ribas - Mondim de Basto:
  - (https://goo.gl/maps/5JRuHVuiwHapSXAA9)
- Campeã - Santa Marta de Penaguião
  - (https://goo.gl/maps/CbkYAwxs8V2jiu5S8)

Os restantes troços foram regionalizados.

Nomeadamente o troço denominado por EM 304 (Estrada Municipal 304):
- Troviscoso - Sistelo
  - https://goo.gl/maps/3e4QiHm5WA9c6Me99

Resumindo caso queira percorrer todos os troços da antiga EN304 - Caldas de Monção - Santa Marta de Penaguião (incluindo ramal N304-3, para Fronteira, Fontes, Santa Marta de Penaguião):
- https://goo.gl/maps/5pAVKw1AVUFduVjP6

## Reconhecimento
A série "Europe’s Greatest Driving Roads" - que procura as melhores estradas da Europa para conduzir - colocou a N304 no topo da tabela. Portugal arrecada a pontuação máxima em quatro das seis categorias avaliadas. Destaque ainda para as quedas de água ao longo do percurso e para o rio Olo. O troço mencionado no episódio vai de Quintã até Mondim de Basto com um total de 36,1 km.
Em 2021, o Município de Mondim de Basto está a implementar a proposta vencedora do Orçamento Participativo 2021, "N304 Provavelmente a melhor estrada da Europa" que consiste em valorizar o património e o território tornando a Estrada N304 num ponto Turístico de Mondim de Basto. Foram instalados dois “selfie-spots”, um em Mondim, próximo da “Escola da Igreja” e outro no Miradouro da Lomba Gorda, em Pardelhas.